# Nipper Read
Leonard Ernest "Nipper" Read, (Nottingham, 31 de marzo de 1925 – 7 de abril de 2020) fue un oficial de policía y administrador de boxeo británico.

## Carrera
Read sirvió como suboficial en la Royal Navy durante la Segunda Guerra Mundial. Se unió al Servicio de Policía Metropolitana de Londres en 1947. Fue Jefe Superintendente Detective del Escuadrón de Asesinatos del Met en 1967, y los esfuerzos de los detectives dirigidos por él fueron responsables de la condena de Ronnie y Reggie Kray. 
Ocupó diversos cargos como administrador de boxeo, especialmente presidente de la Junta de Control del Boxeo Británico, vicepresidente del Consejo Mundial de Boxeo y vicepresidente de la Asociación Mundial de Boxeo. También publicó dos autobiografías con el escritor fantasma James Morton; Nipper (1991); y Nipper Read: The Man Who Nicked the Krays (2001). 
Read murió el 7 de abril de 2020, una semana después de cumplir 95 años.

## En la cultura popular
- Read fue interpretado por el actor Christopher Eccleston en la película Legend de 2015.[4]

- Read fue la base del personaje Harry "Snapper" Organs, interpretado por Terry Jones, en el documental satírico sobre los Hermanos Pirañas (ellos mismos modelados sobre los hermanos Kray) del primer episodio, segunda serie de Flying Circus de Monty Python ("Face the Prensa").